# Die Jagd nach dem Phantom
Die Jagd nach dem Phantom (frz. Chasse aux fantômes) ist ein Lucky-Luke-Comic aus dem Jahr 1992, der von Morris gezeichnet und Lo Hartog van Banda geschrieben wurde. 

## Handlung
Lucky Luke soll eine Postkutsche begleiten, da die vorangehende mitsamt Fahrgästen auf unerklärliche Weise verschwunden ist. Auf der Mission wird er von Calamity Jane begleitet, die auf der Suche nach ihrem versprochenen Gewehr ist. Die Indianer fliehen vor der Kutsche, da sie Calamity Jane für ein Phantom halten. In der zerfallenen Stadt Doom erkennen sie den wahren Grund: Die dortigen Goldgräber wollen Indianer und Konkurrenten von ihrer Stadt abhalten und ließen eine Calamity-Jane-Attrappe als „Phantom“ durch die Gegend fahren. Die ehemaligen Fahrgäste können schließlich befreit werden.

## Veröffentlichung
Die Geschichte wurde 1992 als Album bei Lucky Productions gedruckt. In Deutschland erschien das Album als 65. Band der Reihe bei Ehapa.